# Michael Claesson
Michael Claesson, född 1 mars 1965 i Bankeryds församling, är en svensk fyrstjärning general och Sveriges överbefälhavare sedan 1 oktober 2024. Han var tidigare chef för Försvarsstaben samt förbandschef för Högkvarteret.

## Karriär
Michael Claesson gjorde sin värnplikt som kompanibefälselev stridsvagn vid I 19/P 5 i Boden 1984. Han blev löjtnant vid Skånska dragonregementet, Hässleholm 1989, kapten där 1991, major 1995, överstelöjtnant 2001, överste 2008, brigadgeneral 2013, generalmajor 2018 och generallöjtnant 2020.
Han var 1997 elev vid den federala tyska språkskolan Bundessprachenamt (BSprA) i Hürth. Åren 1997–1999 genomförde han FHS chefsprogram som förste svenske elev vid den tyska nationella generalstabskursen, Führungsakademie der Bundeswehr (FüAkBw), Hamburg. Åren 1999–2000 var han lärare taktik- och operationskonst vid Försvarshögskolans (FHS) operativa institution och tjänstgjorde åren 2000–2001 vid KFOR i Kosovo.
Åren 2002–2003 var han militärsakkunnig vid Försvarsdepartementets enhet för säkerhetspolitik och internationella frågor (SI), åren 2003–2005 Chef och utbildningsledare för Norrbottens pansarbataljon, Boden. Tillika ställföreträdande brigadchef. År 2005 var han Militärsakkunnig vid Försvarsdepartementets enhet för säkerhetspolitik och internationella frågor (SI). Åren 2005–2007 var han specialattaché och militärrådgivare vid Sveriges delegation till Nato i Bryssel (Assistant Military Representative) och åren 2007–2009 specialattaché och militärrådgivare vid Sveriges delegation vid Nato i Bryssel (Deputy Military Representative).
Åren 2009–2012 var han Exercise Director vid Markstridsskolan, åren 2011–2013 Chef för Markstridsskolan, efter den 1 maj 2012 tillfälligt placerad vid Södra skånska regementet för genomförande av internationell tjänst i Afghanistan. Åren 2012–2013 var han förbands- och kontingentschef (FS 24) vid ISAF, Afghanistan. Åren 2013–2018 var han militär rådgivare vid Utrikesdepartementet. Den 1 oktober 2018 tillträdde Michael Claesson som chef för Ledningsstabens avdelning för militärstrategisk inriktning (Head of Plans and Policy Department), med ett förordnande längst till den 30 september 2023. Han utnämndes samtidigt till generalmajor. Den 25 juni 2020 utnämndes han av regeringen till ny chef för insatsstaben, det efter att viceamiral Jan Thörnqvist går i pension. Michael Claesson tillträdde befattningen den 10 september 2020, med ett förordnande längst till den 31 augusti 2026. Claesson befordrades vid tillträdet till generallöjtnant.
Den 30 juni 2022 utnämndes Claesson till chef för nya Försvarsstaben, en tjänst som han tillträdde 1 januari 2023.
Den 7 juni 2024 utsåg regeringen Claesson till ny överbefälhavare efter Micael Bydén, vars förordnande skulle löpa ut den 30 september samma år. Claesson utsågs samtidigt till general. Han tillträdde den 1 oktober 2024 med ett förordnande på sex år med möjlighet till förlängning.

## Utmärkelser
- Konung Carl XVI Gustafs jubileumsminnestecken IV
- För nit och redlighet i rikets tjänst
- Försvarsmaktens värnpliktsmedalj
- Försvarsmaktens medalj för internationella insatser i brons - 2 gånger
- NATO medalj i brons för (KFOR), Kosovo
- NATO medalj i brons för (ISAF), Afghanistan

## Galleri

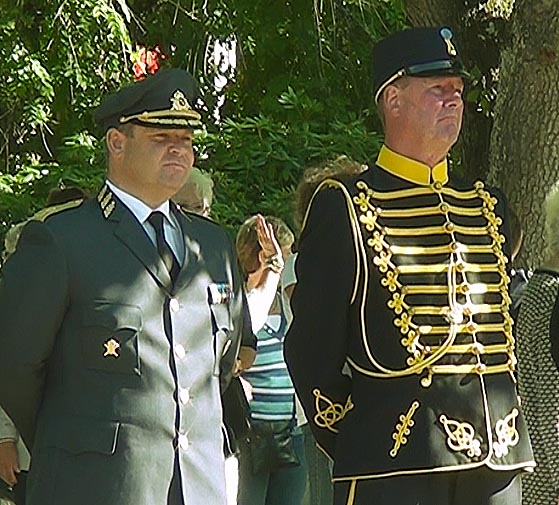
Brigadgeneral Claesson vid Hvetlanda skvadrons minnessten 2013. Adjutant Tore Rodewald
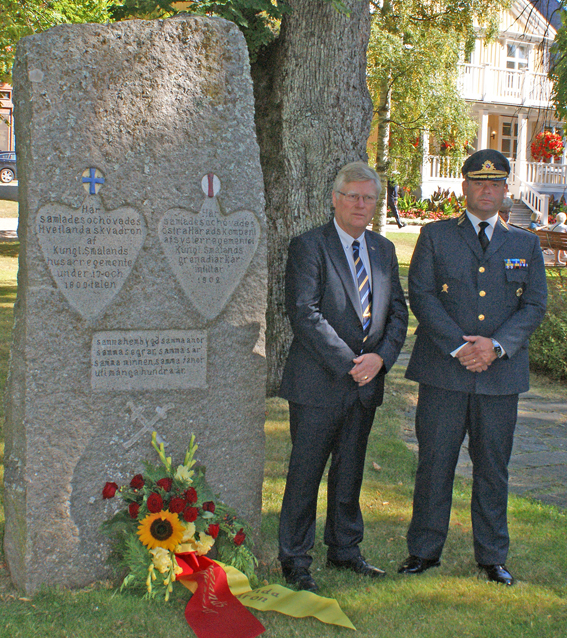
Kommunalrådet Klas Håkansson och brigadgeneral Claesson vid Hvetlanda skvadrons minnessten 2013